# Замок Кумамото
Замок Кумамото (яп. 熊本城, кумамото-дзьо) — замок у місті Кумамото, префектури Кумамото, Японія. Популярні назви «замок гінкго» (яп. 銀杏城, ітьодзьо) або «замок ворона» (яп. 烏城, удзьо). Зарахований до національних скарбів Японії. Входить до «трьох видатних замків Японії» разом із замками Хімедзі і Мацумото.

## Історія
Збудований у 1469—1487 роках Ідевою Хіденобу як невеликий форт. З 1601 по 1607 рік замок був значно розширений Като Кійомасою, перетворивши його на замковий комплекс із 49 вежами, 18 баштовими воротами та 29 меншими воротами. Менша замкова вежа, була збудована пізніше. У 1610 році було завершено будівництво палацу Хонмару Готен. Замковий комплекс має протяжність приблизно 1,6 км зі сходу на захід і 1,2 км з півночі на південь. Згодом, впродовж 300 років, слугував основною резиденцією даймьо Кумамото-хан.
Після реставрації Мейдзі, у 1874 році перестав використовуватись. У 1877 році під час Південно-західної війни замок був обложений, частина замку згоріла, 
У 1960 році замкову фортецю відреставрували, головна вежа замку була відновлена з залізобетону. Сьогодні служить як музей, приклад японської замкової архітектури періоду Едо. 
Замок постраждав під час землетрусу в префектурі Кумамото у 2016 році. Хоча сама фортеця витримала більшу частину землетрусу  з невеликими структурними пошкодженнями, дві вежі замку були серйозно пошкоджені та частково зруйновані, більша частина зовнішніх стін біля підніжжя фортеці також зруйнувалася і кілька замкових прикрас сятіхоко впали з даху та розбилися.
Ремонт замку розпочався 8 червня 2016 року. У 2018 році на верхньому даху великої вежі тенсю було встановлено нові  сятіхоко. Реставрація головної вежі була завершена в 2019 році. Реставрація стіни Нагабей була завершена в січні 2021 року.

## Галерея

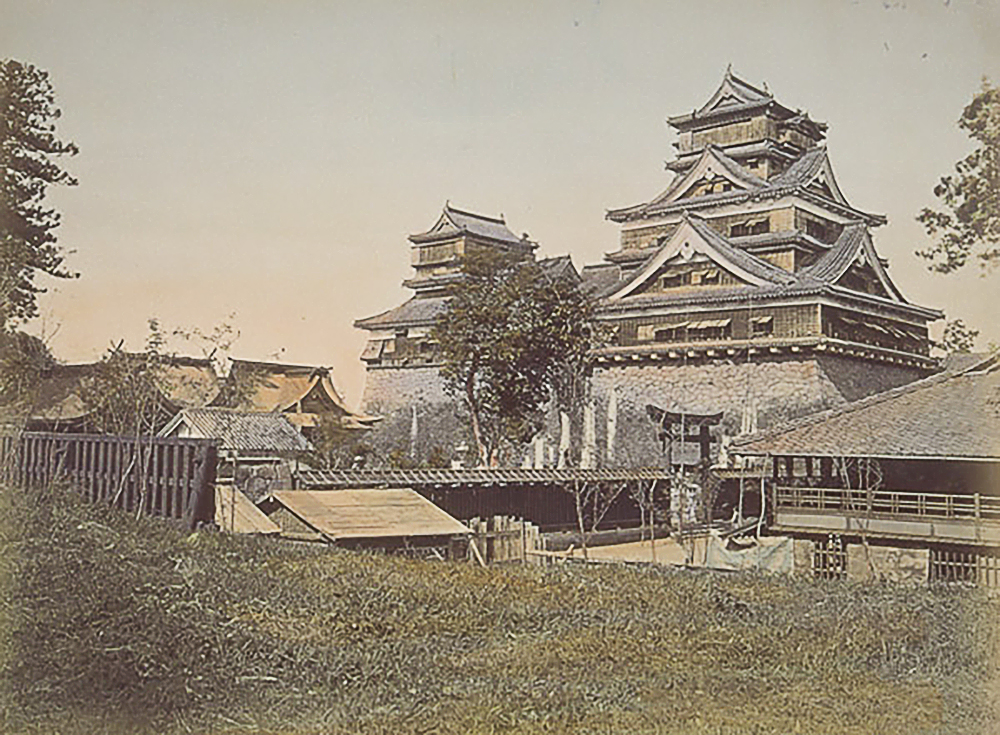
Замок у 1871-1874

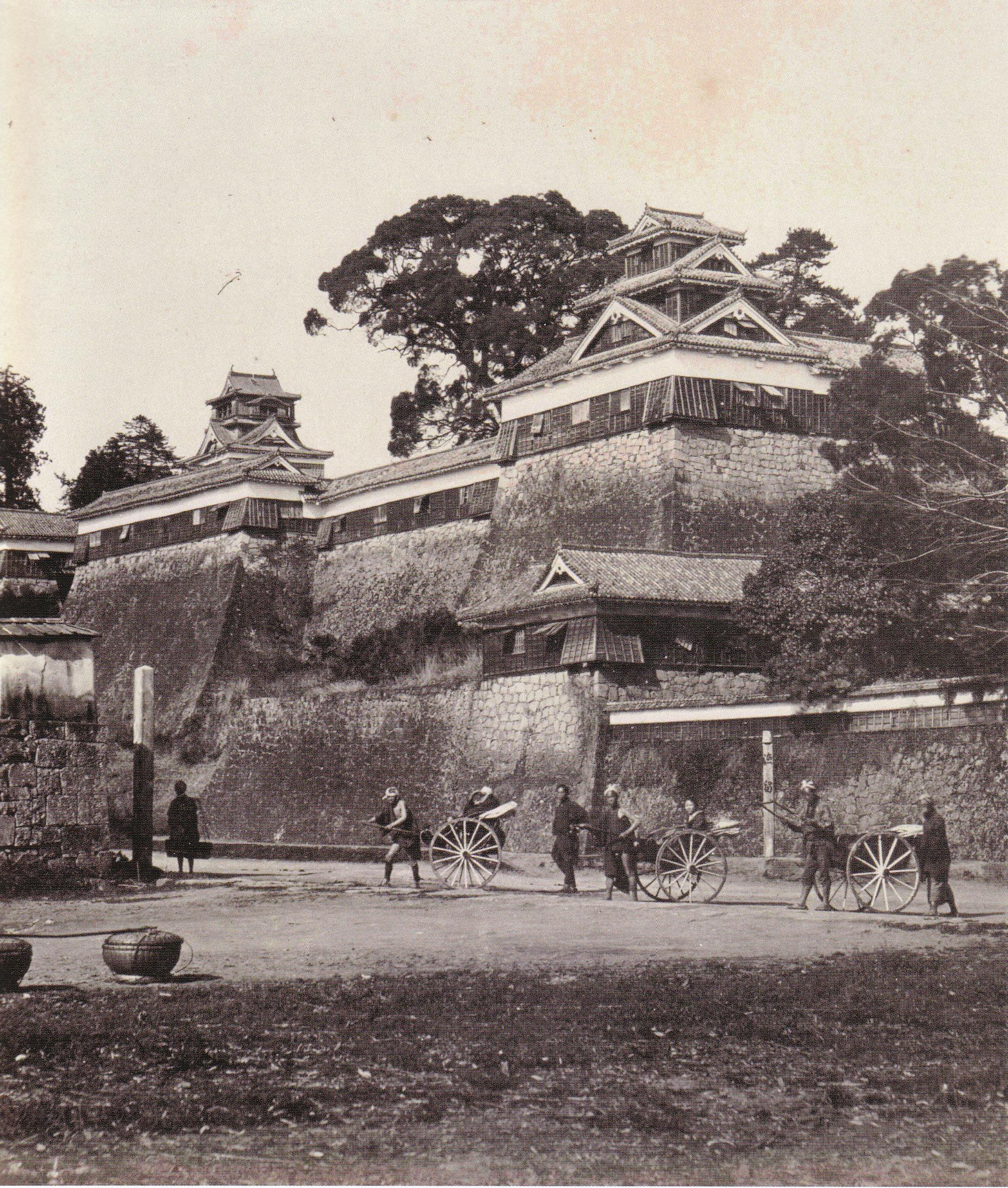